# Amelie Fried
Pour les articles homonymes, voir Fried.
Amelie Fried est née le 6 septembre 1958 à Ulm en Allemagne. Elle est connue en tant que présentatrice du journal télévisé et écrivain. Son père, Kurt Fried, est le fondateur–éditeur de la Schwäbischen Donauzeitung qui appartient aujourd’hui à la Südwest Presse.
Grand-père s'en est allé est pour l'instant le seul livre d'Amelie Fried traduit en français.
En mars 2008, elle a publié Schuhhaus Pallas. Wie meine Familie sich gegen die Nazis wehrte, sorte de memorbuch personnel sur les persécutions que sa famille, de souche juive originaire d'Ulm, a dû subir pendant la période du Troisième Reich. Cet ouvrage connaît un succès médiatique important et fait l'objet de nombreux débats.

## Œuvres
Œuvres littéraires
- 1996 : Traumfrau mit Nebenwirkungen, Hoffmann und Campe  (ISBN 3-455-02059-3)
- 1997 : Hat Opa einen Anzug an ?, Hanser Verlag  (ISBN 3-446-19076-7) ; édité en France en 1998 chez Actes Sud junior sous le titre Grand-père s'en est allé  (ISBN 978-2742719273)
- 1999 : Am Anfang war der Seitensprung, Heyne Verlag  (ISBN 3-453-40497-1)
- 1999 : Der unsichtbare Vater, Hanser Verlag  (ISBN 3-446-19737-0)
- 1999 : Wann findet das Leben statt ?, Rororo Verlag  (ISBN 3-499-22560-3)
- 2000 : Der Mann von nebenan, Heyne Verlag  (ISBN 3-453-15994-2)
- 2001 : Geheime Leidenschaften und andere Geständnisse, Heyne Verlag  (ISBN 3-453-18665-6)
- 2001 : Glücksspieler, Heyne Verlag  (ISBN 3-453-19612-0)
- 2003 : Verborgene Laster, Heyne Verlag  (ISBN 3-453-87129-4)
- 2003 : Liebes Leid und Lust, Heyne Verlag  (ISBN 3-453-86854-4)
- 2005 : Rosannas Tochter, Heyne Verlag  (ISBN 3-453-01212-7)
- 2007 : Die Findelfrau, Heyne Verlag  (ISBN 3-453-26549-1)
- 2008 : Schuhhaus Pallas. Wie meine Familie sich gegen die Nazis wehrte, Hanser Verlag (avec Peter Probst)  (ISBN 978-3446209831).

Livres pour enfants
Taco und Kaninchen, écrite avec Peter Probst
- Taco und Kaninchen, cbj (Band 1)  (ISBN 3-570-13127-0)
- Taco und Kaninchen – Fette Beute, cbj (Band 2)  (ISBN 3-570-13128-9)
- Taco und Kaninchen – Arme Millionäre, cbj (Band 3)  (ISBN 3-570-13129-7)
- Taco und Kaninchen – Nie mehr Schule, cbj (Band 4)  (ISBN 3-570-13130-0)
- Taco und Kaninchen – Hilfe für Ali, cbj (Band 5)  (ISBN 3-570-13131-9)
- Taco und Kaninchen – Dem Phantom auf der Spur, cbj (Band 6)  (ISBN 3-570-13193-9)

Autres titres
- 1995 : Die Störenfrieds, Mosaik Verlag  (ISBN 3-442-44380-6)
- 1997 : Neues von den Störenfrieds, Mosaik Verlag  (ISBN 3-442-44380-6). Réédition Goldmann, 1999  (ISBN 3-442-44564-7)
- 1997 : Hat Opa einen Anzug an ?, Hanser Verlag  (ISBN 3-446-19076-7). Traduit en  français, japonais, coréen et chinois)
- 2006 : Amelie Fried (éd.), Ich liebe dich wie Apfelmus. Die schönsten Gedichte für Kleine und Große, cbj  (ISBN 3-570-13141-6)